# 苏木蓝
苏木蓝（学名：Indigofera carlesii）为豆科木蓝属下的一个种。

## 扩展阅读
- 維基物種上的相關：苏木蓝